# 성군철
성군철(1968년 5월 25일 ~)은 빙그레 이글스에서 뛰었던 전 야구 선수다. KBO 리그 최초의 우투좌타 선수이기도 하다.

## 출신 학교
- 광주제일고등학교
- 인천전문대학

## 같이 보기
- 빙그레 이글스 연도별 선수 명단